# Черноклювый большеног
Черноклювый большеног (лат. Talegalla fuscirostris) — вид птиц из семейства большеногов (Megapodiidae). Подвидов не выделяют. Распространены на Новой Гвинее и островах Ару.

## Описание
Черноклювый большеног достигает длины 51—58 см. Самцы весят 1325—1400 г, а самки — от 1000 до 1560 г. Оперение чёрное. Голая кожа по бокам головы от серовато-чёрного до кобальтово-синего цвета; радужная оболочка от коричневой до красновато-коричневой; клюв от тёмно-коричневого до чёрного цвета; ноги бледно-зеленовато-жёлтые, иногда розоватые. Молодые особи более тусклые, с коричневатым пятном на задней части шеи, голова полностью покрыта довольно рыхлыми перьями; клюв иногда грязно-белый.

## Вокализация
Предупреждающий крик (раздающийся возле кургана в любое время суток, особенно днем и ночью) представляет собой серию из 3—5 очень громких восходящих звуковых сигналов, за которыми следует одиночная нота или 1—3 более коротких нисходящих звуковых сигнала, которые произносятся медленнее, например, «wha-wha-wha-wa hah hah hah», длящийся 2,5—5 секунд. Фразы могут повторяться несколько раз с паузами до нескольких секунд между каждой фразой. Реже можно услышать быструю серию из 20 хриплых смеющихся звуков на одной и той же высоте, повторяющийся звук сглатывания, слабые щелкающие звуки и гортанное «ou».

## Распространение и места обитания
Черноклювый большеног распространён на юге Новой Гвинеи и островах Ару. Ранее выделяли четыре подвида: 
- Talegalla fuscirostris aruensis Roselaar, 1994 – острова Ару
- Talegalla fuscirostris fuscirostris Salvadori, 1877 – юго-восток Новой Гвинеи
- Talegalla fuscirostris meyeri  Roselaar, 1994
- Talegalla fuscirostris occidentis  White, 1938 – юго-запад Новой Гвинеи

Лаборатория орнитологии Корнеллского университета (Cornell Lab of Ornithology) до сих пор поддерживает выделение подвидов.
Естественными местами обитания являются тропические леса, муссонные леса и иногда галерейные леса и нарушенные леса. Встречается в основном в низинах, но местами на высоте до 800 м над уровнем моря. 

## Биология
Черноклювый большеног ведёт оседлый образ жизни. В основном встречаются поодиночке или парами; при опасности обычно убегают, но иногда взлетают высоко над деревьями. В состав рациона входят насекомые и их личинки, а также опавшие плоды; может питаться мелкими ящерицами. В сухую погоду иногда пьёт из лесных прудов.
Размножение наблюдается круглогодично, с возможными пиками в сезон дождей в низинах (октябрь—май), но в сухой сезон (сентябрь—январь) на высотах более 700 м. Моногамные птицы. Для окладки яиц сооружается насыпь из опавших листьев и нескольких веток, которая обычно размещается у основания большого дерева. Насыпи довольно плоские, размером примерно 700 × 540 см и высотой 60—100 см (редко до 330 см). Яйца закапывается внутрь кургана; тепло, образующееся при разложении органического материала, служит для инкубации яиц. Курган может использоваться в течение нескольких лет. Яйца от бледно-розового до тёмно-охристо-коричневого цвета. Окраска птенцов тёмно-коричневая, снизу более рыжеватая, с чуть более рыжеватой задней частью шеи, желтовато-охристым горлом и серединой брюха.